# 共产主义联盟 (英国)
共产主义联盟（英語：Communist League）是英国的一个共产主义政党。该党成立于1988年，由一些被托派团体社会主义行动开除的人组成。它的意识形态是共产主义、马克思主义。它的政治立场是极左翼。它的总部位于伦敦。它是探路者倾向的成员。